# Georgia O'Keeffe – ruce
Georgia O'Keeffe – ruce (anglicky: Georgia O'Keeffe - Hands, také známá jako Georgia O'Keeffe /Hands/), je černobílá fotografie, kterou pořídil Alfred Stieglitz v roce 1919. Je součástí velkého souboru více než 300 fotografií  malířky Georgie O'Keeffeové, které pořídil od roku 1917 před jejich svatbou v roce 1924 až do roku 1937.

## Historie a popis
Stieglitz pořídil několik snímků rukou O'Keeffe kolem roku 1919 a toto je jedna z těch známějších. Měl zájem prozkoumat portréty své modelky, často bez zobrazení její tváře, ale jiných částí jejího těla, jako jsou ruce, nohy nebo trup. Její ruce ho přitahovaly zejména proto, že tvořily umění, které obdivoval. Na tomto obrázku je O'Keeffe oblečená v černém a dává obrázku zcela tmavé pozadí. Vytváří umělecké a dramatické gesto, když zastaví pravou ruku v dolní části levé, s prsty obou rukou částečně pokrčenými.

## Trh s uměním
Tento snímek byl nejdražší fotografií umělce, která kdy byla prodána, když byla 14. února 2006 vydražena za 1 472 000 amerických dolarů v aukční síni Sotheby's v New Yorku.

## Veřejné sbírky
Tisky této fotografie jsou v několika veřejných sbírkách, jako například: Metropolitní muzeum umění v New Yorku, Národní galerie ve Washingtonu, ve Washingtonu, DC, Knihovna Kongresu, ve Washingtonu, Muzeum umění ve Filadelfii a George Eastman House, v Rochesteru.